# Anton Tillier
Anton Tillier († 1551) war ein Schweizer Politiker.

## Leben
Tillier entstammte der Berner Patrizierfamilie Tillier. Seine Eltern waren Ludwig Tillier († 1510) und Barbara Schöni (* vor 1496). Anton heiratete Anna Trechsel aus Burgdorf. Aus dieser Ehe gingen drei Kinder hervor: Johanna (* 1548), Abraham (1550–1583) und Veronika (* 1553). Nach Annas Tod ehelichte Anton Pernetta Muri († vor 1563). Als gemeinsamer Sohn ist Daniel Tillier (1532–1577) fassbar.
Tillier wurde 1527 Landvogt von Aarberg, 1533 Gubernator von Aigle und 1541 Landvogt zu Lausanne.